# Spartaeus
Spartaeus là một chi nhện trong họ Salticidae.